# Hossein Kazemzadeh

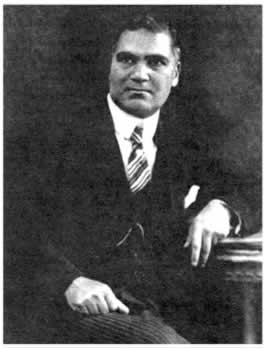
Hossein Kazemzadeh in Berlin

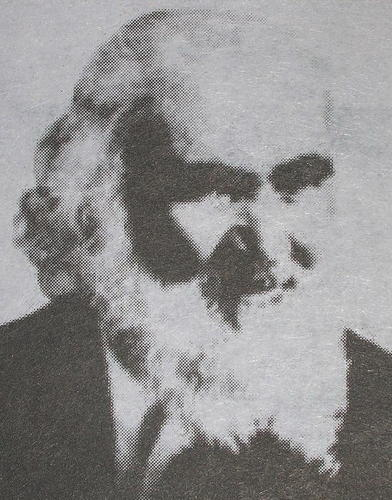
Hossein Kazemzadeh in der Schweiz

Hossein Kazemzadeh Iranschähr (* 10. Januar 1884 in Täbris; † 18. März 1962 in Flawil) war ein iranischer Lehrer, Journalist und Mystiker.

## Leben
Hossein Kazemzadeh wurde als Sohn des Arztes H. M. Kazem in Täbris geboren. Über die Schulausbildung des jungen Hossein ist nichts weiter bekannt. Seine Berufstätigkeit begann Hossein Kazemzadeh 1902 an einer von ihm gegründeten Reformschule in Täbris als Lehrer. 1904 wurde die Schule auf Intervention der islamischen Geistlichkeit geschlossen. Kazemzadeh verließ den Iran und arbeitete ab 1905 als Sekretär beim iranischen Generalkonsulat in Istanbul. Gleichzeitig schrieb er sich an der dortigen Universität ein, studierte Rechtswissenschaften und schloss mit einem Lizenziat ab.
1910 schrieb sich Kazemzadeh an der Katholischen Universität Löwen in Staats- und Sozialwissenschaften ein und schloss dort ebenfalls mit einem entsprechenden Lizenziat ab. Ab 1912 studierte er an der Sorbonne in Paris Geschichte, Philologie, Journalistik und Soziologie.
1913 zog es Kazemzadeh nach England zu Edward Granville Browne, einem der führenden Orientalisten der damaligen Zeit. Hossein Kazemzadeh arbeitete zwei Jahre als Lektor für persische Sprache am Pembroke College der Universität Cambridge.
Nach dem Ausbruch des Ersten Weltkrieges lud die deutsche Reichsregierung mehrere persische Intellektuelle nach Berlin ein, um eine national gesinnte Widerstandsgruppe aufzubauen. Seyyed Hassan Taqizadeh nahm die Einladung an, zog nach Berlin und gab zusammen mit Mohammad Ali Dschamalzade und Mohammad Ghazvini die Zeitschrift Kaveh heraus, die als eine der besten jemals erschienen Exilzeitschriften gilt. Taqizadeh gründete zusammen mit anderen Exiliranern am 29. Januar 1917 die „Deutsch-Persische Gesellschaft E.V.“. Hossein Kazemzadeh schloss sich dieser Exilatengruppe zunächst an.
Als die Reichsregierung nach dem Ende des Krieges die Finanzierung der Gruppe um Hossein Taqizadeh einstellte, ging der ebenfalls aus Täbris stammende Taqizadeh in den Iran zurück. Während sich Taqizadeh im Iran als Abgeordneter des iranischen Parlaments und Berater von Reza Schah Pahlavi politisch engagierte, blieb Hossein Kazemzadeh in Berlin und gründete 1918 den Orientalischen Zeitschriftenverlag Iranschähr GmbH. Kazemzadeh gab eine gleichnamige persischsprachige Monatszeitschrift und über 20 Druckschriften und Bücher heraus, die einen großen Einfluss auf das Entstehen eines iranischen Nationalbewusstseins haben sollten. Aufgrund des großen Bekanntheitsgrades seiner Zeitschrift erhielt Hossein Kazemzadeh bald den Beinamen „Iranschähr (Das Land Iran)“, der ein fester Namensbestandteil werden sollte.

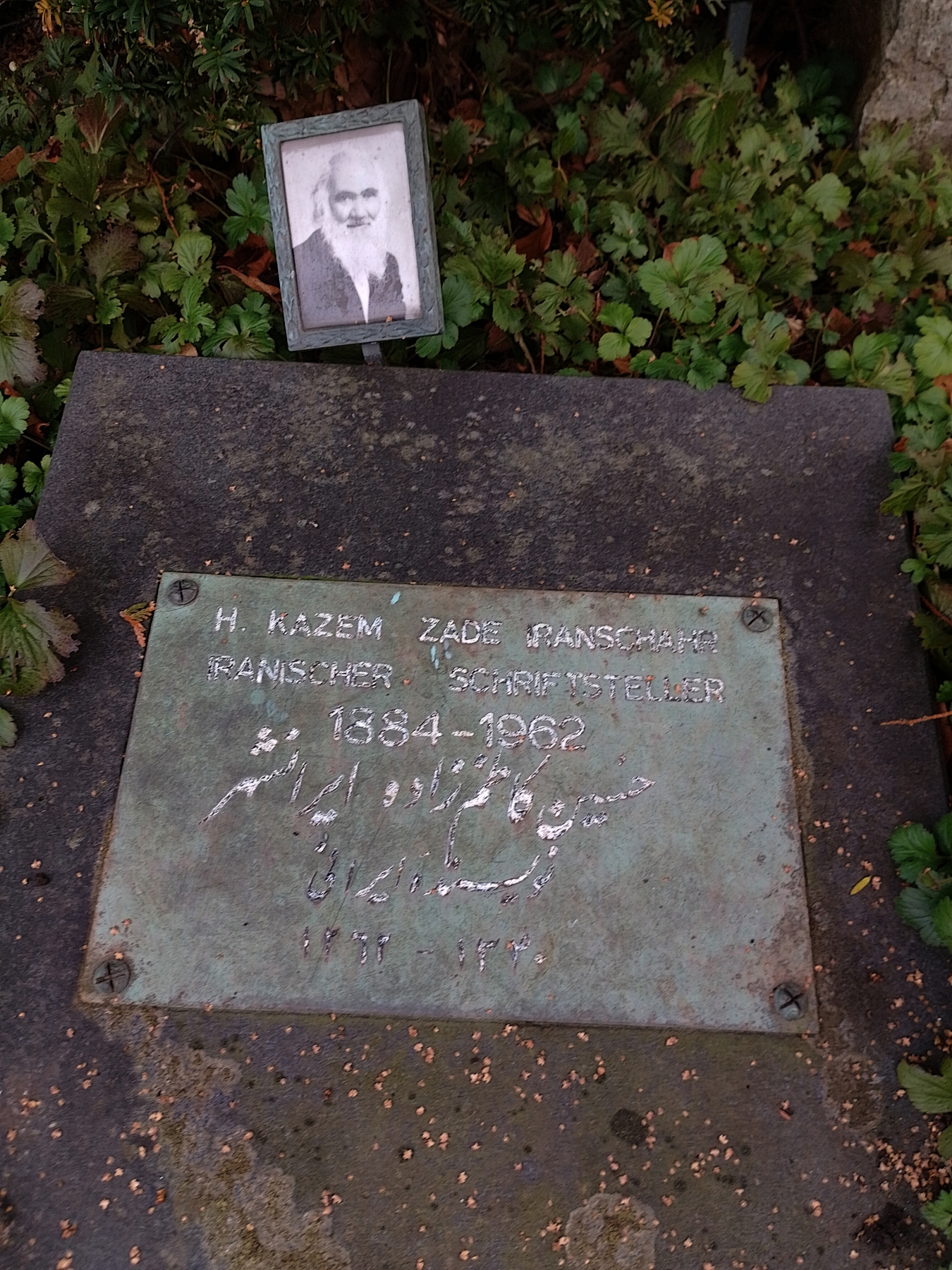
Grab, Friedhof Herisau

Kazemzadeh erlebte den aufstrebenden Nationalsozialismus in Berlin und verließ 1936 Deutschland. Auf Einladung des iranisch-schweizerischen Studentenvereins hielt Hossein Kazemzadeh eine Vorlesungsreihe an der ETH Zürich.  Hossein Kazemzadeh Iranschähr zog in die Schweiz nach Degersheim SG und setzte dort seine schriftstellerische Tätigkeit fort. Statt national orientierter Schriften entwickelte er ein mystisch inspiriertes Weltbild, in dem er die göttliche Liebe und das selbstlose Opfer in den Mittelpunkt seines Denkens rückte.
Kazemzadeh hielt zahlreiche Vorträge über Kulturprobleme und die „Erneuerung der Welt“. 1942 gründete er eine eigene „Mystisch-Esoterische Schule“ und sog. „Lichtkreise“, in denen er seine Idee von einem neuen Menschen und einer Erneuerung der Weltordnung propagierte. 

„Wie vorausschaubar, werden die Versöhnung aller Religionen, die harmonische Zusammenarbeit der Wissenschaft und Religion, der Völkerfrieden und die Bruderschaft aller Erdenbewohner die neue Menschheitskultur kennzeichnen.“

1949 gründete Hossein Kazemzadeh die Monatsschrift „Harmonie – Zur Erleuchtung und Harmonisierung des Lebens“. Ein Jahr später nannte er die Zeitschrift „Welt-Harmonie“ als „Wegweiser zur Lebensharmonie und zum Weltfrieden“.
1957 zog Hossein Kazemzadeh nach Flawil SG. Dort starb er im Jahr 1962. Seine letzte Ruhestätte fand er auf dem Friedhof in Herisau.